# Сороченська сільська рада
Сороченська сільська рада (Сорочинська сільська рада) — колишня адміністративно-територіальна одиниця та орган місцевого самоврядування у Барашівському і Пулинському районах Коростенської і Волинської округ, Київської та Житомирської областей Української РСР з адміністративним центром у селі Сорочень.

## Населені пункти
Сільській раді на час ліквідації були підпорядковані населені пункти:
- с. Сорочень.

## Населення
Кількість населення ради, станом на 1923 рік, становила 1 156 осіб, кількість дворів — 133.
Кількість населення сільської ради, станом на 1924 рік, становила 802 особи.
Кількість населення ради, станом на 1931 рік, становила 720 осіб.

## Історія та адміністративний устрій
Створена 1923 року в складі колоній Бобрицька Мар'янівка, Людвиківка, Сорочанка, Сорочин (Сорочень) та Ушично Барашівської волості Коростенського повіту Волинської губернії. 7 березня 1923 року увійшла до складу новоствореного Барашівського району Коростенської округи. 3 червня 1930 року включена до складу новоутвореного Пулинського німецького національного району. 17 жовтня 1935 року сільську раду передано до складу Барашівського району Київської області. Станом на 1 жовтня 1941 року колонії Бобрицька Мар'янівка, Людвиківка, Сорочанка та Ушично не перебували на обліку населених пунктів.
Станом на 1 вересня 1946 року сільська рада входила до складу Барашівського району Житомирської області, на обліку в раді перебувало с. Сорочень.
Ліквідована 11 серпня 1954 року, відповідно до указу Президії Верховної ради Української РСР «Про укрупнення сільських рад по Житомирській області», територію ради та с. Сорочень приєднано до складу Ново-Олександрівської сільської ради Барашівського району Житомирської області.